# Edvard Lehmann (maler)
 Der er flere personer med dette navn, se Edvard Lehmann (religionshistoriker).
Otto Ludvig Edvard Lehmann (30. januar 1815 i København – 7. december 1892 sammesteds) var en dansk maler og tegner.
Han gik på Kunstakademiet fra 1828-39 og fungerede som kostumetegner ved Det Kongelige Teater ca. 1840-70. Hans genrebilleder fra livet i bourgeoisiets kredse i København og provinsen er dygtige, kulturhistorisk interessante, men kunstnerisk almindelige, bl.a. En Balscene malet i 1853. I en række mindre, tegnede og farvelagte portrætter har han skildret sin samtid, især inden for teaterverdenen; en række fremstillinger fra opførelserne på Det kongelige Teater, også kostumebilleder (Teatermuseet). Arbejdede med forlæg for litografier, berømt er Pas de trois Cousines (Pricerne) 1848. Tegninger på Rosenborg, Frederiksborg og i Kobberstiksamlingen.

## Galleri
- Lehmanns portræt af Caroline Fjeldsted.
- Herrer i "spanske" kostumer. Tegningerne er sandsynligvis udført af Edvard Lehmann og findes i Det Kongelige Teaters arkiv i Rigsarkivet.
- "3 Borgerpiger af Balletten". Tegningen er sandsynligvis udført af Edvard Lehmann og findes i Det Kongelige Teaters arkiv i Rigsarkivet.